# Normes de Castelló
Les Bases per a la unificació de l'ortografia valenciana, Normes de Castelló o Normes del 32, són un total de 34 regles ortogràfiques aprovades i ratificades l'any 1932 a Castelló de la Plana per destacades entitats i personalitats del món cultural i polític del País Valencià, amb la idea d'adoptar «un sistema ortogràfic unitari» per al valencià.
De l'acord pres a Castelló de la Plana destaquen dos aspectes: el primer, que el model ortogràfic adoptat seguia l'usat pels principals escriptors de la Renaixença valenciana, com ara Teodor Llorente Olivares, i també l'aprovat a Catalunya el 1913 per l'Institut d'Estudis Catalans (IEC) i que també feien servir a les Illes Balears; el segon, l'elevat grau de conformitat amb què van ser aprovades les normes ortogràfiques, atès que la pràctica totalitat d'escriptors valencians del moment, les més significatives entitats culturals i els principals periòdics i setmanaris les van emprar sense qüestionar la seua validesa, en ser conscients que l'augment de l'ús del valencià propiciat pels nous aires de llibertat portada per la Segona República feia imprescindible aquest acord.

## Història

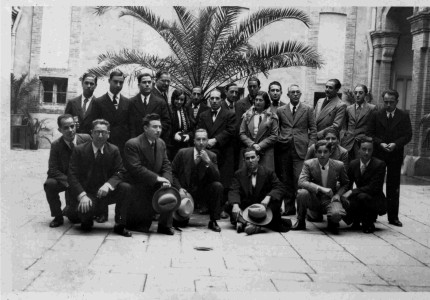
Foto de l'Assemblea de Mestres de Llevant, celebrada a Castelló dies després de la signatura de les Normes. Entre altres hi apareixen Gaietà Huguet, Enric Soler i Godes i Carles Salvador.

### Els precedents
L'aprovació de les Normes ortogràfiques de l'IEC el 1913 tingué una significativa repercussió entre els escriptors i les institucions valencianes de l'època. De fet, poc després, amb un plantejament semblant, Lo Rat Penat va aprovar les anomenades Normes de 1914, elaborades pel franciscà Lluís Fullana i Mira, que foren divulgades en obres com Gramàtica Valenciana (1915) o el Vocabulari ortogràfic valencià-castellà (1921), ambdues de Fullana. Aquesta normativa, però, no fou acceptada per la major part d'escriptors i publicacions valencianes perquè s'allunyaven excessivament de les aprovades per l'IEC, que preferien emprar les normes fabrianes adaptades a la realitat valenciana.
Amb posterioritat, el 1930, la finalització de la dictadura de Primo de Rivera suscità a València i a tot l'Estat espanyol el naixement d'unes expectatives de canvi polític i cultural que possibilitaven un major ús de la llengua a tots els nivells. És en aquest context que s'hi publicà el llibre La llengua valenciana. Notes per al seu estudi i conreu, de Lluís Revest i Corzo, i que la revista Taula de Lletres Valencianes, dirigida per Adolf Pizcueta, publicà l'editorial «Als escriptors valencians i a les publicacions valencianes», que es consideren l'iniciador de l'etapa final del procés de codificació idiomàtica al País Valencià. El propòsit era, com afirma el manifest, «l'establiment d'unes normes fixes que deixen fora del gust o del caprici personal les formes gràfiques del valencià», és a dir, que els escriptors valencians adoptaren unes solucions ortogràfiques consensuades: «per a arribar a la unificació ortogràfica no veiem més que un camí. No és el de les autoritats, que ja està vist que ningú no reconeix, ni el de la imposició, sinó el de l'acord».
La proposta de «Taula» va tenir una resposta immediata, i van ser diverses les publicacions i els autors que es van adherir a la iniciativa com ara les revistes Acció Valenciana, Avant o el Boletín de la Sociedad Castellonense de Cultura, l'editorial L'Estel, els periòdics Las Provincias i Diario de Valencia, i els escriptors Teodor Llorente i Falcó, Francesc Caballero i Muñoz i Salvador Guinot Vilar, entre d'altres. Malgrat les respostes positives, les diverses posicions exposades de defensa de la normativa fabriana, per una part, i la indiferència amb què fou acollida la proposta per institucions com Lo Rat Penat, impulsaren els promotors a ajornar indefinidament la iniciativa. Segurament, l'ambient polític de 1931 –eleccions municipals, proclamació de la II República– aconsellava deixar madurar la idea per tal d'obtenir un major consens.
Serà a les darreries de 1931 quan es reprèn la iniciativa de «Taula», ara de la mà de la Societat Castellonenca de Cultura, entitat paradoxalment molt crítica amb el procés, perquè optava per l'aplicació directa de les normes de l'IEC, que publicà al seu butlletí una nova crida, anunciant l'elaboració d'unes «normes ortogràfiques provisionals». El fet que aquesta nova i contundent crida es fes des de Castelló, i des d'una entitat tan prestigiosa culturalment, responia a un plantejament tàctic, elaborat conjuntament per Adolf Pizcueta i Gaetà Huguet, els entusiastes impulsors de la iniciativa, que consideraven que a la ciutat de València les postures divergents entre els sectors valencianistes no farien sinó entrebancar el procés, i que la Castellonenca «sempre imposarà més respecte i juntarà més voluntats». Altrament, també s'ha d'assenyalar que el març de 1932 apareixia a València el setmanari El Camí que jugarà un paper important en tot el procés.

### La gestació de l'acord
L'octubre de 1932, Gaetà Huguet proposà a la Societat Castellonenca de Cultura la redacció d'unes normes ortogràfiques. L'encàrrec el rebé d'Adolf Pizcueta, amb la convivència d'altres escriptors agrupats al voltant d'El Camí. A partir d'aquell moment les reunions es van succeir amb rapidesa i amb bastanta discreció, sense transcendir als àmbits escrits. El 15 d'octubre es reuní la Junta de la Castellonenca que decidí que Lluís Revest s'ocuparia de la redacció de les normes. Per altra banda, Carles Salvador fou convidat a participar en la redacció, i a preparar un vocabulari ortogràfic ajustat a les futures normes. Poc després, el dissabte 12 de novembre, a la seu de la Castellonenca, tingué lloc la reunió on Revest presentà els seus resultats que foren aprovats sense més problemes, ja que, segons Huguet, la idea era buscar «l'adhesió de tots o de quasi tots els escriptors».
Posteriorment, a principis de desembre, un reduït nombre de representants d'entitats culturals i publicacions valencianes es reunien per aprovar definitivament la normativa adoptada per la Castellonenca. A la històrica reunió tingué lloc a Castelló el divendres 2 de desembre de 1932 a la Casa Matutano, al carrer dels Cavallers, hi participaren Salvador Carreres Zacarés, del Centre de Cultura Valenciana, Joaquim Reig i Rodríguez, d'El Camí, Emili Gómez i Nadal, de l'Agrupació Valencianista Republicana, Adolf Pizcueta, de L'Estel, i Gaetà Huguet, Lluís Revest, Salvador Guinot i Àngel Sánchez Gozalbo, de la Societat Castellonenca de Cultura. S'ha de dir, que les Normes aprovades a Castelló, si bé deixaven de banda l'espinós tema del nom de la llengua, suposaven l'acceptació de la normativa fabriana adaptada a la realitat valenciana.
Una vegada aconseguit l'acord, es tractava de recollir el màxim d'adhesions d'entitats, publicacions i personalitats del món cultural valencià. Els fulls on s'estampaven les signatures s'encapçalaven amb el text «Acceptem les Bases ortogràfiques i el Vocabulari que integra este quadern», i la data simbòlica elegida fou la del 21 de desembre de 1932. Aquest text és el conservat actualment a la Biblioteca Valenciana Nicolau Primitiu, i fou elaborat per Lluís Revest. Ara bé, la redacció definitiva de les Normes, tal com es publicaren al Vocabulari Ortogràfic, fou obra de Lluís Revest i Carles Salvador, i no estigué enllestida fins al febrer de 1933.

## Els signataris
El setmanari El Camí publicà, en el núm. 53 (11 de març de 1933), la relació de les entitats i personalitats que havien signat les Normes, on apareixien un total de 14 entitats i 47 persones, gairebé totes aquelles que en aquell moment escrivien en valencià i, fins i tot, algunes que mai no n'escriurien ni una línia.

### Les entitats
Societat Castellonenca de Cultura, Centre de Cultura Valenciana, Seminari de Filologia de la Universitat de València, Lo Rat Penat, Unió Valencianista, Agrupació Valencianista Republicana, Centre d'Actuació Valencianista, Agrupació Valencianista Escolar, Centre Valencianista d'Alcoi, Centre Valencianista de Bocairent, Centre Valencianista de Cocentaina, Joventut Valencianista Republicana de Manises, L'Estel, El Camí.

### Les persones

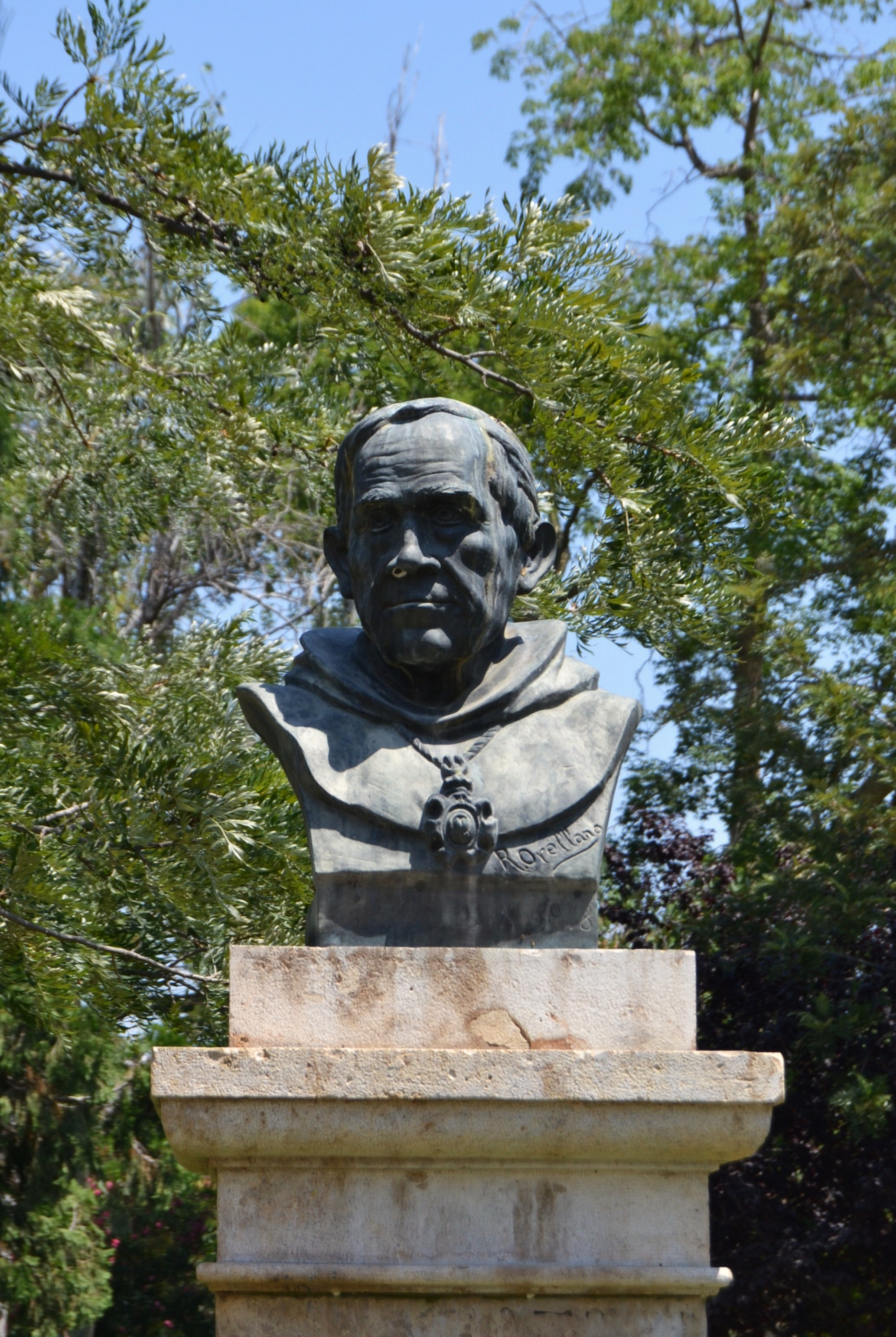
Bust de Lluís Fullana i Mira, el primer signant de les Normes de Castelló

Lluís Fullana Mira, Lluís Revest i Corzo, Lluís Cebrián Mezquita, Josep Sanchis Sivera, Salvador Carreres Zacarés, Francesc Martínez i Martínez, Bernat Ortín Benedito, Salvador Guinot Vilar, Nicolau-Primitiu Gómez i Serrano, Àngel Sánchez Gozalbo, Eduard López-Chávarri, Gaietà Huguet i Segarra, Teodor Llorente Falcó, Eduard Martínez Ferrando, Leopold Trènor i Palavicino, Lluís Cebrián Ibor, Josep Pascual Tirado, Carles Salvador i Gimeno, Llorens Sorlí i Ballester, Ignasi Villalonga i Villalba, Constantí Gómez Salvador, Ramon Huguet i Segarra, Francesc Almela i Vives, Joan Baptista Porcar i Ripollès, Joaquim Reig i Rodríguez, Miquel Martí Esteve, Emili Gómez Nadal, Maximilià Alloza Vidal, Emili Calduch Font, Enric Navarro i Borràs, Enric Soler i Godes, Francesc Caballero i Muñoz, Maximilià Thous Orts, Honori Garcia i Garcia, Adolf Pizcueta i Alfonso, Miquel Peña Masip, Lluís Sales Boli, Maximilià Thous i Llorens, Joan Simón i Matutano, Enric Duran i Tortajada, Felip Mateu i Llopis, Francesc Alcayde Vilar, Pasqual Asins i Lerma, Francesc Carreres de Calatayud, Manuel Sanchis Guarner, Antoni Igual Úbeda i Ferran Escrivà i Cantos.
Posteriorment, en les diverses edicions de les Normes d'aquell mateix any, s'afegiren a la llista cinc noms més, amb una total de 52 signataris: Francesc Figueras i Pacheco, Joan Beneyto i Pérez, Angelí Castanyer i Fons, Emili Cebrián Navarro i Francesc Bosch Morata.
Als noms apareguts en la relació difosa per les diferents publicacions al llarg de l'any 1933, s'hi han d'afegir els de la Junta de Govern de Lo Rat Penat, com ha posat de manifest Vicent Pitarch, que signaren en un únic full, i que, per causes que desconeixem, s'ometeren de la llista definitiva, que només inclou el nom de Nicolau-Primitiu Gómez, president de l'entitat valencianista, cosa que no passà, per exemple, amb els signants en representació del Centre de Cultura Valenciana, que hi figuren tots. Aquests noms són els següents: Emili Baró Bori, Manuel Cervera, Francesc Garcia Gascón, Josep Gasch Juan, Ferran Prosper Lana, Vicent Sanchis Sugráñez, Ricard Sanmartín i Bargues, Manuel Tetuà Cases i Emili Vilella Garcia.

## La difusió de les Normes de Castelló
Les Normes Ortogràfiques de Castelló van aparéixer publicades en les més prestigioses publicacions valencianes del moment.
La revista Anales del Centro de Cultura Valenciana donà notícia, de forma immediata, de la reunió de Castelló i de l'acord ortogràfic al número d'octubre-desembre de 1932 amb una simple nota:
| «                                                           | Desig feia ja temps sentit per molts valencianistes era arribar a la unitat ortogràfica de la nostra llengua, aquesta vegada creguem s'aconseguirà. A les darreries de l'any passat se celebrà una reunió a Castelló a la que concorregueren prestigiosos elements d'esta ciutat arribant per fi a un acord, i sabem que són molts els escriptors del País Valencià que han donat ja la seua conformitat a les esmentades normes que breument es publicaran seguides d'un Vocabulari a elles adaptat | » |
| — Anales del Centro de Cultura Valenciana (núm. 14,p. 244). | |   |

Al número següent, corresponent a gener-març de 1933 (núm. 15, pàg. 44-49), apareixien les «Normes ortogràfiques unificadores», que era la reproducció completa de la Declaració i les Bases publicades al Vocabulari Ortogràfic de Carles Salvador, tot i que no adjuntaven la llista d'entitats i personalitats signants.
També es publicaran les Normes al Boletín de la Sociedad Castellonense de Cultura (quadern III del volum XIV, pàg. 273-280), al volum corresponent als mesos de maig-juny de 1933, i van precedides d'una nota que informa de la seua aprovació. En aquest cas, el text és encapçalat per la frase «Bases d'unificació», i presenta una modificació respecte al text publicat al Vocabulari i a Anales: els dos darrers paràgrafs de la Declaració, on es fa referència a la publicació de l'obra de Carles Salvador, han estat suprimits. En canvi, però, s'afegeix un fragment al final de la Declaració que només aparegué en la revista castellonenca:
| «                                                 | La declaració i bases precedents, subscrites per les més i millors i més prestigioses societats valencianes del País Valencià i per novel·listes, investigadors, conreadors de la nostra història, folkloristes, erudits, autors dramàtics, periodistes, poetes, contistes, etc., de tot arreu de les terres valencianes, obri el «Vocabulari Ortogràfic Valencià» del benemèrit Carles Salvador —treballador infatigable des del seu racó de Benassal— suara publicat per l'editorial L'Estel. Ara cal desitjar que tots sapiam ésser ben patriotes i cumplir amb el deute que ens pertoca. | » |
| — Boletín de la Sociedad Castellonense de Cultura | |   |

A l'Almanaque de Las Provincias para 1934 (pàg. 405-409) també es publicaran les Normes, ara sota el títol de «Normes d'ortografia valenciana, per les entitats valencianistes de l'antic regne». En aquest cas, només es reproduiran les Bases però no apareixerà la Declaració ni la relació de les entitats i persones signants.
Per altra part, l'Ajuntament de València realitzà una edició de les Normes l'any 1933, ja en mans republicanes, amb motiu de la Festa del Llibre, cosa que, de fet, suposava una acceptació tàcita de la nova normativa ortogràfica i el suport d'una de les màximes institucions valencianes del moment. L'opuscle, que portava per títol Normes d'ortografia valenciana, només reproduïa les Bases, però no incloïa ni la Declaració ni la relació de signants, i anava encapçalat per un «advertiment»:
| «                               | Una de les causes que han dificultat l'ús escrit de la llengua valenciana, ha estat la manca d'unitat ortogràfica, per la qual han propugnat sempre els amants de la nostra parla sense que mai s'haguera pogut arribar a un acord, acord al que fa poc han arribat entitats i escriptors autorisats, formulant i acatant unes normes ortogràfiques que, per tractar-se d'una obra purament valencianista, l'Ajuntament de València es creu en el cas de propagar en la solemnitat de la Festa del Llibre. | » |
| — Ajuntament de València (1933) | |   |

El setmanari El Camí, en canvi, no publicà mai les normes. Únicament, juntament amb la Declaració i la llista d'entitats i personalitats signatàries (núm. 53, 11 de març de 1933, pàg. 1), anunciava que «la pròxima setmana es publicarà un quadern de L'Estel, amb les Normes d'Unificació, seguides del Vocabulari Ortogràfic Valencià de Carles Salvador».

## Actualitat de les Normes de Castelló

L'Acadèmia Valenciana de la Llengua ha de vetlar pel valencià «a partir de les denominades Normes de Castelló».

Les Normes de Castelló de 1932 han estat la base de la recuperació idiomàtica valenciana des de la seua aprovació.
De fet, durant la Guerra Civil espanyola les Normes de Castelló foren aprovades oficialment per a l'ús de l'Institut d'Estudis Valencians. El 16 d'abril de 1937 van ser aprovades per la Secció Filològica, a proposta de Carles Salvador, que va plantejar que foren «acceptades i adoptades provisionalment les normes Ortogràfiques que l'any 1932 foren elaborades pels lingüistes i escriptors del País Valencià». Posteriorment, el Ple de l'Institut d'Estudis Valencians del 28 d'abril d'aquell any ratificà l'acord: «S'aprova per unanimitat acceptar per a l'ús de l'Institut les Normes ortogràfiques de l'any 1932». Atès que els objectius de la Secció Filològica eren, segons l'article segon del Decret de creació de l'Institut d'Estudis Valencians, «l'estudi i conreu de la llengua valenciana en tots els aspectes, en les varietats comarcals i unitat literària», hem d'entendre aquesta aprovació com l'oficialització de fet de les Normes de 1932.
No obstant això, haurem d'esperar fins a final del segle xx per veure totalment oficialitzades i ratificades per les institucions valencianes les Normes de Castelló. De fet, les Normes no se socialitzarien fins a l'aprovació de la Llei d'Ús i Ensenyament del Valencià (LUEV), el 1983, a partir de la qual, el seu ús creix exponencialment.
Primerament fou el Consell Valencià de Cultura que va aprovar el 13 de juliol de 1998 un «Dictamen sobre la llengua» a petició de les Corts Valencianes feia quasi un any, on afirmava explícitament que les Normes de Castelló «són un fet històric que constituïren i constituïxen un consens necessari. El Consell Valencià de Cultura reivindica l'esperit de l'acord que les feu possibles l'any 32 i entén que eixes normes han sigut el punt de partida, compartit pels valencians, per a la normativització consolidada de la nostra llengua pròpia».
Posteriorment, la Llei de creació de l'Acadèmia Valenciana de la Llengua, que segueix el contingut i l'esperit d'aquest dictamen, estableix en l'article 3 que la institució «té per funció determinar i elaborar, si escau, la normativa lingüística de l'idioma valencià. Així com, vetlar pel valencià partint de la tradició lexicogràfica, literària, i la realitat lingüística genuïna valenciana, així com, la normativització consolidada, a partir de les denominades Normes de Castelló».
No cal dir que aquests documents aprovats per les Corts Valencianes, la màxima institució representativa de la voluntat del poble valencià, suposen el reconeixement explícit i oficial de l'existència de la normativa ortogràfica per al valencià.